# Address Unknown (1997)
Address Unknown is een Amerikaanse film uit 1997 met Kyle Howard, Johna Stewart-Bowden en Patrick Renna in de hoofdrollen. De film werd geregisseerd door Shawn Levy. 

## Rolverdeling
| Acteur                 | Personage         |
| ---------------------- | ----------------- |
| Kyle Howard            | Matt Kester       |
| Johna Stewart-Bowden   | Tarra Janes       |
| Patrick Renna          | Bernie Libassi    |
| Corbin Allred          | Lance Pirth       |
| Michael Flynn (acteur) | Mayor Sammy Sykes |